# Viktorik, Fuscijan i Gencijan
Sveti Viktorik, (Victoricus, Victorice, Victoric), Fuscijan (Fuscian, Fulcian, Fulcien, Fuscien) i Gencijan (Gentian, Gentien) (? - 287. ili 230.) su trojica kršćanskih mučenika koje slavi Katolička crkva.  Spomendan im je 11. prosinca.   

## Životopis
Prema predaji Viktorik i Fuscijan bili su misionari poslani iz Rima u današnji Thérouanne da propovijedaju kršćanstvo narodu zvanom Morini. Bili su sljedbenici Svetog Kventina i Krispina i Krispinijana. Kraj današnjeg Amiensa sreli su Gencijana koji ih je upozorio da se kršćani progone i ubijaju zbog svoje vjere. Gencijana je potom uhitio rimski guverner Rikcije Var i ispitivao o tome gdje su Viktorik i Fuscijan; kada mu je Gencijan to odbio reći, dao ga je pogubiti odrubljivanjem glave. Kasnije je guverner Viktorika i Fuscijana dao dovesti u Amiens, gdje ih je također pogubio. Međutim, njih dvojica su, prema Zlatnoj legendi ustali i noseći glave u rukama, hodali dvije milje od gubilišta. Na kraju su sva tri mučenika sahranjena u današnjem mjestu Saint-Fuscien.
Biskup Honorat Amienski, sedmi biskup Amiensa, otkrio je relikvije svetaca Viktorika, Fuscijana i Gencijana. Kipovi svetaca se nalaze na portalu katedrale u Amiensu. Krajem 6. stoljeća osniva se samostan u čast svetog Fuscijana, na mjestu gdje mu je odrubljena glava. Tijekom invazije Normana, samostan je bio uništen (859.), obnovljen (880.) i ponovo uništen, 925. Od tada ostaje u ruševinama oko dva stoljeća.

## Vanjske poveznice
- (engl.) Catholic Online: Victoricus, Fuscian, and Gentian
- (engl.) Stephen Murray, The Portals: Access to Redemption  Arhivirana inačica izvorne stranice od 10. studenoga 2016. (Wayback Machine)
- (fr.) Saint Victoric et Saint Fuscien  Arhivirana inačica izvorne stranice od 17. prosinca 2010. (Wayback Machine)